# Louis Marie Alphonse Depuiset
Louis Marie Alphonse Depuiset (20 septembre 1822 à Autry, Ardennes - 17 mars 1886 à Paris) est un entomologiste  français, spécialisé dans les papillons ou Lepidoptera. Outre ses publications, il est notamment connu pour avoir découvert, jeune voyageur en Nouvelle-Guinée, le Papilio laglaizei, un beau papillon de velours noir.
Cet ami de Jean Baptiste Boisduval s'est aussi occupé de la conservation de la célèbre collection de ce médecin.

## Publications
Il a notamment écrit  :

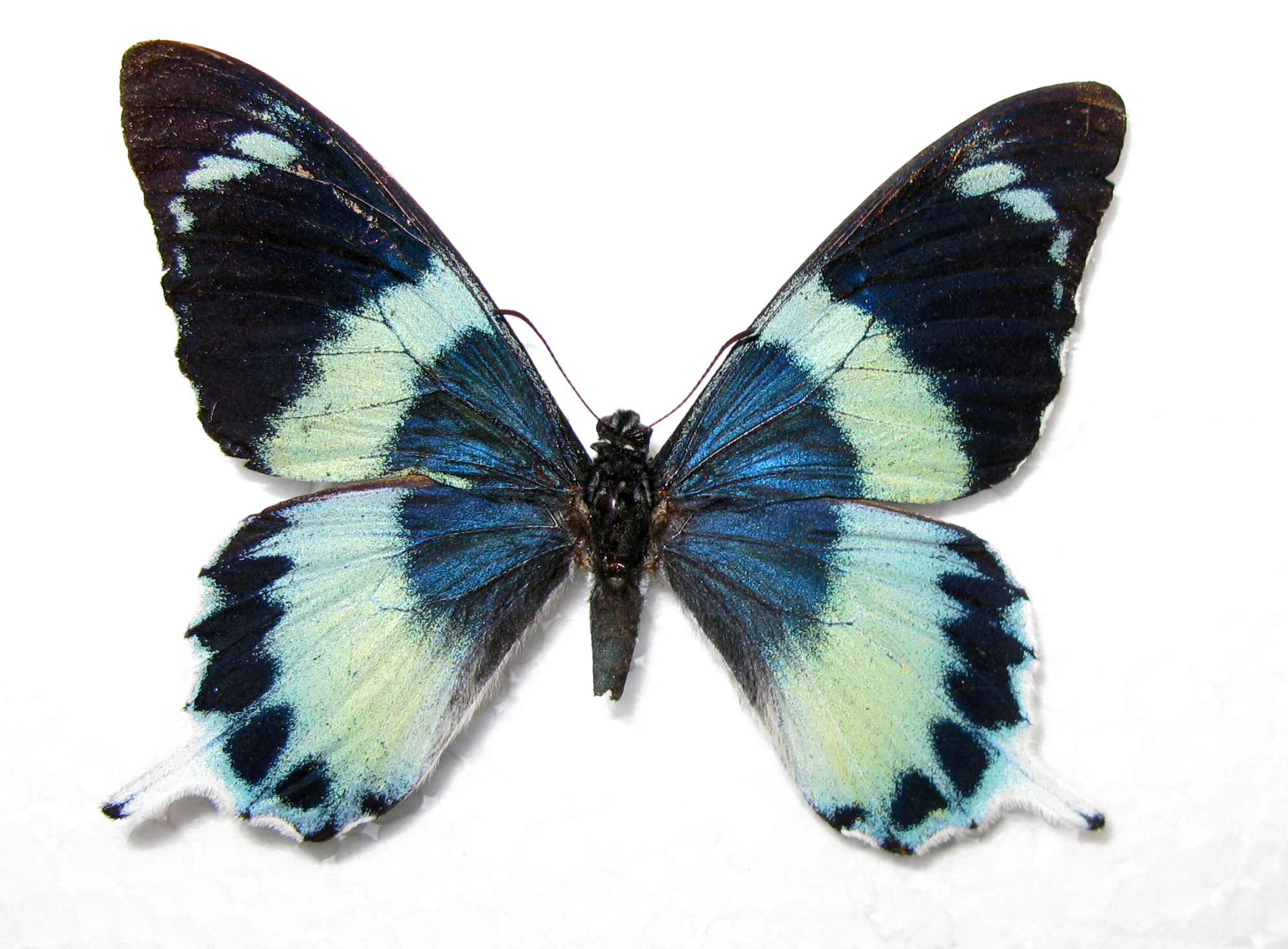
Papilio Laglaizei mâle.

- Catalogue méthodique des Lépidoptères d'Europe (1861) ;
- Histoire naturelle des Lépidoptères d'Europe  (1867), préface de George Sand ;
- Les papillons: organisation-- mœurs-- chasse-- collections-- classification. Iconographie et histoire naturelle des papillons d'Europe (1877) ;
- Description d'une nouvelle espèce de Lépidoptère du g. Papilio, provenant de la Nouvelle-Guinée (1878).

Il est devenu membre de la  Société entomologique de France dès 1856.

### Sources
- A.L. Clément, « Notice nécrologique sur Depuiset », Annales de la Société entomologique de France, vol. 55,‎ 1886, p. 471-474.
- Jean-Alphonse Boisduval, Lépidoptères de la Californie, E. Deyrolle, 1869.
- « Membre reçu », Annales de la Société entomologique de France,‎ 1856, p. LXIX (lire en ligne).